# Liste der Baudenkmale in Dambeck (Dannenberg)
In der Liste der Baudenkmale in Dambeck (Dannenberg) sind die Baudenkmale des niedersächsischen Ortes Dambeck aufgelistet. Dies ist ein Teil der Liste der Baudenkmale in Dannenberg (Elbe). Der Stand der Liste ist der 30. Oktober 2021.
Die Quelle der IDs und der Beschreibungen ist der Denkmalatlas Niedersachsen.

## Allgemein
In den Spalten befinden sich folgende Informationen:
- Lage: die Adresse des Baudenkmales und die geographischen Koordinaten. Kartenansicht, um Koordinaten zu setzen. In der Kartenansicht sind Baudenkmale ohne Koordinaten mit einem roten Marker dargestellt und können in der Karte gesetzt werden. Baudenkmale ohne Bild sind mit einem blauen Marker gekennzeichnet, Baudenkmale mit Bild mit einem grünen Marker.
- Bezeichnung: Bezeichnung des Baudenkmales
- Beschreibung: die Beschreibung des Baudenkmales. Unter § 3 Abs. 2 NDSchG werden Einzeldenkmale und unter § 3 Abs. 3 NDSchG Gruppen baulicher Anlagen und deren Bestandteile ausgewiesen.
- ID: die Objekt-ID des Baudenkmales
- Bild: ein Bild des Baudenkmales, ggf. zusätzlich mit einem Link zu weiteren Fotos des Baudenkmals im Medienarchiv Wikimedia Commons. Wenn man auf das Kamerasymbol klickt, können Fotos zu Baudenkmalen aus dieser Liste hochgeladen werden:

## Baudenkmale

### Einzeldenkmale
| Lage                                     | Bezeichnung               | Beschreibung | ID       | Bild |
| ---------------------------------------- | ------------------------- | --- | -------- | ---- |
| Dambeck Nr. 2 53° 7′ 10″ N, 11° 7′ 23″ O | Wohn-/ Wirtschaftsgebäude | Späte Erscheinungsform einer Zweiständerkonstruktion, erbaut 1851. weiständerhaus mit Backsteingefachausfüllung; Wirtschaftsgiebel in Gitterfachwerk; Halbwalmdach.                                                               | 30840033 |      |
| Dambeck Nr. 6 53° 7′ 9″ N, 11° 7′ 28″ O  | Wohn-/ Wirtschaftsgebäude | Zweiständerhaus mit Backsteinausfachung; Halbwalmdach in Reetdeckung. Mit Kopf- und Fußstreben sowie Spruchbändern geschmückte Front. Errichtet 1734 (i).; hier abgebildet der von der Erschließungsstraße abgewandte Wohngiebel. | 30840015 |      |
| Dambeck Nr. 7 53° 7′ 10″ N, 11° 7′ 27″ O | Wohn-/ Wirtschaftsgebäude | Kleineres Zweiständerhaus von 1909. Mit seinem Wirtschaftsgiebel schließt es die Sackgasse nach Osten ab, was als besonders ortsbildprägend und damit schutzwürdig eingestuft wurde.                                              | 30839997 | BW   |

### Ehemalige Denkmale
| Lage                             | Bezeichnung                                              | Beschreibung | ID | Bild |
| -------------------------------- | -------------------------------------------------------- | --- | -- | ---- |
| Nr. 1 53° 7′ 10″ N, 11° 7′ 26″ O | Wohn- und Wirtschaftsgebäude mit Zubehör, Hofpflasterung | Zweiständerhaus von 1801; auch wird eine geometrische Hofpflasterung aus Feldsteinen hervorgehoben. (Dieser Hof existiert allerdings offenbar nicht mehr.) |    | BW   |